# Verrückt nach Clara
Verrückt nach Clara ist eine deutsche Fernsehserie, die im Auftrag des Fernsehsenders ProSieben von teamWorx Television und Film GmbH in Berlin produziert wurde. Es handelt sich dabei um eine achtteilige Adaption der Serienidee Clara Sheller, die bereits als nationale Version in Frankreich und Italien produziert und gesendet wurde.

## Inhalt
Die 29-jährige Clara (Julia-Maria Köhler), die zusammen mit ihrem guten, schwulen Freund Paul (Sascha Göpel) in einer Berliner Wohnung wohnt, fühlt sich einsam und versucht auf Biegen und Brechen, einen passenden Mann für sich zu finden. Das passiert allerdings mit Hindernissen.
Nach einer Nacht mit ihrem schwulen Freund stellt sie fest, dass sie von ihm schwanger ist. Dass ihr Chef der Boulevard-Zeitung, bei der sie arbeitet, nicht als Vater in Frage kommt, liegt daran, dass er keine Kinder zeugen kann.
Währenddessen trifft Paul seine erste große Liebe, die sogar bei ihm und Clara einzieht. Doch die große Liebe für Paul beruht nicht auf Gegenseitigkeit und er trennt sich von ihm. Währenddessen quält sich Clara mit dem Gedanken, wie und ob sie ihm sagen soll, dass sie von ihm schwanger ist. Als sie ihm doch davon erzählt, und er sich nach und nach für das Kind entscheidet, verliert Clara das Kind.

## Ausstrahlung und Einschaltquoten
Der Start der Serie, die unter dem Arbeitstitel Clara Scheller angekündigt wurde, wurde mehrfach verschoben. Nachdem die Quoten der zweiten Episode bereits unter die 1-Million-Marke gefallen waren, wurde die Ausstrahlung der Serie ab dem 25. Januar 2007 auf 22:15 Uhr verschoben. Auch auf diesem Sendeplatz erreichte Verrückt nach Clara lediglich einen Marktanteil von durchschnittlich 5,4 Prozent in der werberelevanten Zielgruppe der 14- bis 49-Jährigen, weshalb der Sender die letzten beiden Folgen erst nach Mitternacht sendete.
Eine unvollständige Auflistung gemessener Einschaltquoten und Marktanteile veranschaulicht folgende Tabelle:
| Folge | Datum                       | Zuschauer | Zuschauer       | Marktanteil | Marktanteil     | Quellen     |
| Folge | Datum                       | Gesamt    | 14 bis 49 Jahre | Marktanteil | Marktanteil     | Quellen     |
| Folge | Datum                       | Gesamt    | 14 bis 49 Jahre | Gesamt      | 14 bis 49 Jahre | Quellen     |
| ----- | --------------------------- | --------- | --------------- | ----------- | --------------- | ----------- |
| 1     | 11. Januar 2007, 20:15 Uhr  | 1,14 Mio. | 0,79 Mio.       | 3,4 %       | 6,0 %           | [ 4 ]       |
| 2     | 18. Januar 2007, 20:15 Uhr  | 0,98 Mio. | –               | 2,7 %       | 5,5 %           | [ 5 ]       |
| 3     | 25. Januar 2007, 22:15 Uhr  | 0,84 Mio. | 0,62 Mio.       | 3,7 %       | 6,3 %           | [ 5 ] [ 6 ] |
| 4     | 1. Februar 2007, 22:15 Uhr  | 0,54 Mio. | 0,39 Mio.       | 2,2 %       | 3,8 %           | [ 6 ]       |
| 6     | 15. Februar 2007 22:15 Uhr  | 0,69 Mio. | 0,51 Mio.       | 2,9 %       | 5,5 %           | [ 7 ]       |
| 7     | 22. Februar 2007, 00:30 Uhr | 0,32 Mio. | 0,28 Mio.       | 6,5 %       | 10,3 %          | [ 8 ]       |
| 8     | 1. März 2007, 01:00 Uhr     | 0,21 Mio. | –               | 5,4 %       | 7,2 %           | [ 5 ]       |

Im Schnitt erreichte Verrückt nach Clara 3,8 Prozent Marktanteil, in der werberelevanten Zielgruppe waren es 6,2 Prozent.
Die Serie wurde u. a. auf Sat.1 emotions, Sat.1 Gold, Sat.1 Comedy und auf 9Live wiederholt.

## Episodenliste
| Nr. | Titel                           | Erstausstrahlung |
| --- | ------------------------------- | ---------------- |
| 1   | Der fast perfekte Mann          | 11. Januar 2007  |
| 2   | Schlaflos in Berlin             | 18. Januar 2007  |
| 3   | 1000 Mal ist nichts passiert    | 25. Januar 2007  |
| 4   | Zwei Männer sind einer zu wenig | 1. Februar 2007  |
| 5   | Liebe hoch 3                    | 8. Februar 2007  |
| 6   | Eine heimliche Affäre           | 15. Februar 2007 |
| 7   | Ein Boot, ein Baby und die Ex   | 22. Februar 2007 |
| 8   | Nur Prinzen, keine Frösche      | 1. März 2007     |